# Challenger ATP Club Premium Open 1998
Il Challenger ATP Club Premium Open 1998 è stato un torneo di tennis facente parte della categoria ATP Challenger Series nell'ambito dell'ATP Challenger Series 1998. Il torneo si è giocato a Quito in Ecuador dal 7 al 13 settembre 1998 su campi in terra rossa.

## Vincitori

### Singolare
Nicolás Massú ha battuto in finale  Mariano Sánchez con il punteggio di 3–6, 6–3, 6–0

### Doppio
Adriano Ferreira /  Óscar Ortiz hanno battuto in finale  Kepler Orellana /  Jimy Szymanski con il punteggio di 6–3, 6–4